# Abdelkrim Hajji
Abdelkrim Hajji (en arabe : عبد الكريم حجي) est une personnalité politique marocaine, née au Maroc le 9 août 1909.

## Biographie
Il nait au sein d'une grande et ancienne famille de Salé affiliée à son ancêtre Sidi Ahmed Hajji (XVIIe siècle). 
Après avoir suivi un cursus à l’école coranique, Abdelkrim Hajji poursuit ses études notamment en Angleterre, à Naplouse en Palestine, ou encore à l'université de Damas en Syrie. 
Membre fondateur du club littéraire de Salé (1927) et du mouvement nationaliste, Abdelkrim Hajji est aussi connu pour avoir lancé le mouvement du Latif contre le Dahir berbère en lançant sa lecture dans les écoles coraniques et la grande mosquée de Salé, comme signe de protestation et d’union nationale contre ledit dahir. À la suite du succès de ce mouvement, il œuvrera avec d'autres patriotes de Rabat, Fès et Marrakech à propager ce mouvement dans les principales villes. Ce sont ces actions qui vont organiser les premières structures organisationnelles du mouvement national. La protestation contre le Dahir berbère reste considérée de nos jours comme l’un des actes politiques fondateurs de la lutte pour l’indépendance du Maroc pendant le protectorat français.
Abdelkrim Hajji a aussi participé à la constitution du noyau politique du mouvement national et établi des connexions entre divers mouvements nationalistes de plusieurs villes du Maroc et Salé. Il organise à ce titre plusieurs rencontres, les premières du noyau fondateur du mouvement national dans le domicile familial. Cette demeure sera appelée plus tard Dar El Ouma (Maison de la nation).
Le 18 août 1929 à Londres, Abdelkrim Hajji et son frère Saïd (âgés alors respectivement de 19 ans et 17 ans) écrivent une lettre au chef rifain Abdelkrim al Khattabi. Cette correspondance sera interceptée par les autorités françaises, n’arrivera jamais à son destinataire et va attirer l’attention des services de renseignements de l'occupant qui vont dès lors exercer une surveillance renforcée des frères Hajji. 
En 1937, Abdelkrim Hajji s'installe à New York à son compte. Pendant cette période où il vit aux États-Unis, il fera connaître la question marocaine au public américain en alimentant la presse d'articles dénonçant la politique coloniale en publiant des articles dans plusieurs journaux, tels le New York Times ou encore "La voix de l'Amérique" .  
En 1953, Abdelkrim Hajji est arrêté avec d’autres nationalistes de Salé (Abderrahim Bouabid, Abou Bakr Kadiri) par les autorités de la résidence française. Son exil dans une prison du sud marocain intervient lors des manifestations organisées après le décès du syndicaliste Farhat Hached, l'un des principaux chefs de file du mouvement national tunisien. 
Abdelkrim Hajji a participé activement à la promotion du manifeste de l’indépendance du Maroc mais n’a pu le signer du fait de son absence du Maroc (il vivait pendant cette période aux États-Unis). Il réalise néanmoins plusieurs actions de lobby pour la cause marocaine, notamment auprès de plusieurs sénateurs américains.  
Abdelkrim Hajji décède en 2003.